# Davide Toneatti
Davide Toneatti (Tolmezzo, 9 april 2001) is een Italiaans wielrenner die sinds 2025 bij XDS Astana Team rijdt.

## Carrière
Toneatti won in 2024 de Ronde van Roemenië na een diskwalificatie van zijn teamgenoot Ilchan Dostjev wegens het gebruik van doping. In 2025 maakte Toneatti de overstap van de opleidingsploeg naar de hoofdmacht van XDS Astana.

## Overwinningen
2024
2e etappe Belgrado-Banja Luka
Eindklassement Ronde van Roemenië

## Resultaten in voornaamste wedstrijden
|      | \| Jaar \| Ronde van Vlaanderen \| Parijs-Roubaix \| Strade Bianche \| \| ---- \| -------------------- \| -------------- \| -------------- \| \| 2025 \| 68e \| opgave \| 40e \| |                |                |
| Jaar | Ronde van Vlaanderen | Parijs-Roubaix | Strade Bianche |
| 2025 | 68e | opgave         | 40e            |

## Ploegen
- 2022 –  Astana Qazaqstan Development Team (vanaf 1 februari)
- 2023 –  Astana Qazaqstan Development Team
- 2024 –  Astana Qazaqstan Development Team
- 2025 –  XDS Astana Team